# التحليل من الأسفل إلى الأعلى
التحليل الأسفل-الأعلى :
يكشف التحليل في علم الكمبيوتر عن البناء النحوي لنص الإدخال الخطي كخطوة أولى في فهم المعنى. يتعرف التحليل على التفاصيل الصغيرة للنص ابتداءً من الاسفل ثم المستوى المتوسط، تاركاً أعلى مستوى من النص للتحليل كآخر خطوة.
الأسفل- لأعلى عكس الأعلى–الأسفل:
يأتي مسمى (الأسفل –الأعلى) من مفهوم شجره التحليل، حيث تقع ادق أجزاء الكلمة في أسفل الشجرة (المقلوب) والبناء الأكبر لتكوين الكلمة، يقع في أعلى الشجرة بشكل متتابع واحد تلوى الآخر وصولاً لأعلى الشجرة (الجذر)، بحيث أن جزء واحد يقوم بوصف المدخلات كامله، يبدأ هذا التحليل من أسفل الجهة اليسرى ويعمل وصولاً إلى أعلى الجهة اليمنى. 
يعمل المحلل اللغوي على مستويات الهيكل الهرمي المتوسطة والمنخفضة دون إنشاء أي شجرة بيانات فعليه.
حيث انه ينتظر التحليل البسيط للأسفل لإتمام جميع أجزاء الكلمة قبل الالتزام بالبنية المدمجة
ومعاكساً لذلك أسلوب التحليل من أعلى إلي أسفل والتي يتم فيها تحديد الهيكل العام اولاً أو(تخمينه) قبل العمل على الأجزاء الوسطى من الكلمة تاركاً استكمال الجزء الأسفل كآخر خطوه. يكشف هذا التحليل الشجرة الهرمية بدء من الأعلى وصولاً إلى الأسفل والجهة اليمنى. ويقرر هذا النوع من التحليل البناء المبكر بالرغم من انه قام بتحليل الجزء الايسر ولم يكمل
على باقي أجزاء الكلمة.
تحليل الزاوية اليسرى طريقه هجينه حيث تعمل من الأسفل إلى الأعلى على طول الحواف اليسرى لكل شجره فرعيه، ومن الأعلى إلى الأسفل للجزء المتبقي من الشجرة.
إذا كانت قواعد اللغة تحتوي على قواعد متعددة قد تبدأ بنفس الرموز الموجودة في أقصى اليسار ولكن بنهايات مختلفة فيمكن التعامل مع هذه القواعد بفعالية من خلال تحليل دقيق من الأسفل إلى الأعلى ولكن لا يمكن التعامل باستخدام التحليل العكسي من الأعلى إلى الأسفل دون اللجوء إلى التخمين والتراجع. لذلك يتعامل المحللون مع مجموعه أكبر إلى حد ما من قواعد  النحو اللغوي في الكمبيوتر مقارنه بالمحللات الإحصائية من الأعلى إلى الأسفل.
غالباً ما يتم استخدام التراجع عند التحليل من الأسفل إلى الأعلى ولكن الأكثر شيوعاً لهذا النوع من التحليل عن طريق استخدام محلل ازاحه الاختزال مثل محلل LALR